# Marînopil, Holovanivsk
Marînopil (în ucraineană Маринопіль) este un sat în comuna Rozkișne din raionul Holovanivsk, regiunea Kirovohrad, Ucraina.

## Demografie
Componența lingvistică a localității Marînopil
     Ucraineană (98,2%)
     Rusă (1,8%)
Conform recensământului din 2001, majoritatea populației localității Marînopil era vorbitoare de ucraineană (98,2%), existând în minoritate și vorbitori de rusă (1,8%).